# Bull Durham
Bull Durham är en amerikansk långfilm från 1988 i regi av Ron Shelton, med Kevin Costner, Susan Sarandon, Tim Robbins och Trey Wilson i rollerna. Filmen nominerades för en Oscar för Bästa originalmanus (Ron Shelton).

## Handling
"Crash" Davis (Kevin Costner) är en catcher i farmarklubben Durham Bulls som försöker lära nykomlingen Ebby Calvin "Nuke" LaLoosh (Tim Robbins) om allt vad spelet innebär innan han blir uppflyttad till högsta divisionen. Baseboll-groupien Annie Savoy (Susan Sarandon) sätter sina klor i Nuke, men blir mer och mer intresserad av Crash.

## Rollista
| Kevin Costner   | – Crash Davis                |
| Susan Sarandon  | – Annie Savoy                |
| Tim Robbins     | – Ebby Calvin 'Nuke' LaLoosh |
| Trey Wilson     | – Skip                       |
| Robert Wuhl     | – Larry                      |
| William O'Leary | – Jimmy                      |
| Jenny Robertson | – Millie                     |
| Danny Gans      | – Deke                       |
| Max Patkin      | – Sig själv                  |